# Адміністративний поділ Багамських Островів

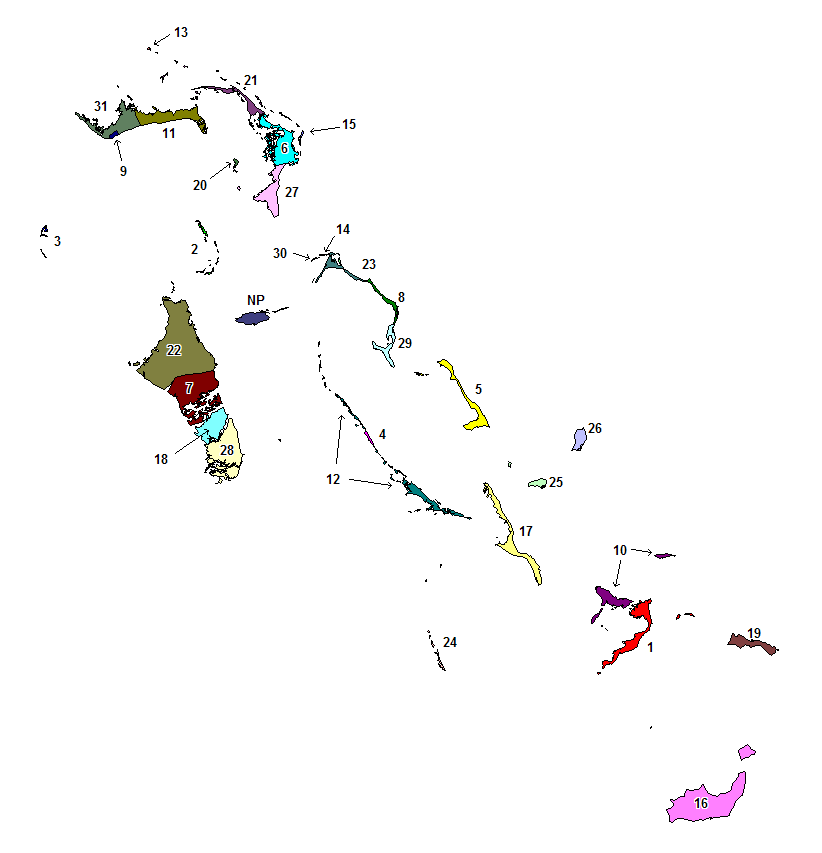
Карта Багам із пронумерованими районами

Райони Багамських Островів являють собою систему місцевого управління на всій території Багамських Островів, крім острова Нью-Провіденс, управління яким здійснюється безпосередньо центральним урядом. Нинішня адміністративна система була створена в 1996у, коли були визначені 23 райони (англ. district); ще 8 районів були додані в 1999у.
| №      | Райони                                                                     | Адміністративний центр | Населення, | Площа, км² |
| ------ | -------------------------------------------------------------------------- | ---------------------- | ---------- | ---------- |
| 1      | Аклінс                                                                     | Снуг-Корнер            | 560        | 389        |
| 2      | Острови Беррі                                                              | Баллокс-Гарбор         | 798        | 31         |
| 3      | Біміні                                                                     | Еліс-Таун              | 2008       | 23         |
| 4      | Блек-Пойнт                                                                 | Блек-Пойнт             |            |            |
| 5      | Кет                                                                        | Артурс-Таун            | 1503       | 388        |
| 6      | Центральний Абако                                                          | Марш-Гарбор            |            |            |
| 7      | Центральний Андрос                                                         | Фреш-Крик              |            |            |
| 8      | Центральна Ельютера                                                        | Ґовернорс Гарбор       |            |            |
| 9      | Фрипорт                                                                    | Фрипорт                | 26910      | 558        |
| 10     | Крукд                                                                      | Конел-Гілл             | 323        | 261        |
| 11     | Східна Велика Багама                                                       | Гай-Рок                |            |            |
| 12     | Ексума                                                                     | Джорджтаун             | 7314       | 290        |
| 13     | Гранд-Кі (о-ва Абако, о-ва Гранд-Кі, о. Сіл-Кі, чотири о-ви групи Джо-Кіс) | Куперс -аун            |            |            |
| 14     | Гарбор (о-ва Ельютера)                                                     | Острів Гарбор          | 1702       | 4          |
| 15     | Гоуп-Таун (о-ви Абако)                                                     | Елбоу-Кі               |            |            |
| 16     | Інагуа                                                                     | Метью-Таун             | 911        | 1671       |
| 17     | Лонг-Айленд                                                                | Кларенс-Таун           | 3024       | 448        |
| 18     | Мангров-Кі (о. Андрос)                                                     | Мангров-Кі             |            |            |
| 19     | Маягуана                                                                   | Абрагамс-Бей           | 271        | 285        |
| 20     | Острів Морс (о-ва Абако)                                                   | Гард-Баргейн           |            |            |
| 21     | Північний Абако                                                            | Куперс-Таун            |            |            |
| 22     | Північний Андрос                                                           | Ніколс-Таун            |            |            |
| 23     | Північна Ельютера                                                          | Аппер-Бог              |            |            |
| 24     | Реггід                                                                     | Дункан-Таун            | 70         | 23         |
| 25     | Рам-Кі                                                                     | Порт-Нельсон           | 99         | 78         |
| 26     | Сан-Сальвадор                                                              | Кокберн-Таун           | 930        | 163        |
| 27     | Південний Абако                                                            | Санді Пойнт            |            |            |
| 28     | Південний Андрос                                                           | Кемпс-Бей              |            |            |
| 29     | Південна Ельютера                                                          | Рок Саунд              |            |            |
| 30     | Спеніш-Веллс (о-ви Ельютера)                                               | Спеніш-Веллс           | 1537       | 16         |
| 31     | Західна Велика Багама                                                      | Ейт-Майл-Рок           |            |            |
| 32     | Нью-Провіденс                                                              | Нассау                 | 248948     | 207        |
| Усього |                                                                            |                        | 353 658    | 13 962     |

До 1996 року Багами поділялися на 21 район:
- Аклінс і Крукд-Айленд
- Біміни
- о. Кат
- Ексума
- Фрипорт
- Фреш-Крик
- Ґовернорс-Гарбор
- Грін-Тертл-Кі
- Острів Гарбор
- Гай-Рок
- Інагуа
- Кемпс-Бей
- Лонг-Айленд
- Марш-Гарбор
- Маягуана
- Нью-Провіденс
- Ніколс-Таун і острови Беррі
- Реггід-Айленд
- Рок-Саунд
- Санді-Пойнт
- Сан-Сальвадор і Рам-Кі